# Der Pfarrer von St. Pauli
Der Pfarrer von St. Pauli ist ein deutscher Spielfilm aus der St.-Pauli-Filmreihe aus dem Jahre 1970 von Rolf Olsen mit Curd Jürgens in der Titelrolle.

## Handlung
Inmitten des Zweiten Weltkriegs und in höchster Seenot hatte U-Boot-Kapitän Konrad Johannsen einst geschworen, dass, wenn er aus dieser Situation heil herauskäme, sich fortan dem Glauben widmen und Pfarrer werden wolle. Wieder zurück im Zivilleben, bleibt er sich seinem Schwur treu und tritt nach einiger Zeit das Amt des Pfarrers von St. Pauli, dem berüchtigten Vergnügungsviertel Hamburgs, an. Gleich an seinem ersten Tag hat der frisch bestallte Gottesmann seltsame Begegnungen. Der Italiener Luigi Moretti beichtet ihm einen Mord und verschwindet dann wieder. Wenig später ist auch er tot: erschossen. Am selben Tag lernt Pfarrer Johannsen die schwangere Hilde kennen, die sich aus Verzweiflung in selbstmörderischer Absicht in die Elbe gestürzt hatte, da sie nicht mehr weiter wusste. Sie wird jedoch gerettet und findet in Johannsen einen aufmerksam zuhörenden Seelsorger. Hilde erzählt, dass der einflussreiche Vater ihres Freundes Jörg nicht bereit ist, in die Eheschließung ihres Liebsten, zugleich der Vater des ungeborenen Kindes, mit ihr einzuwilligen.
Johannsen erkennt nach einiger Zeit, dass es einen Zusammenhang zwischen diesen beiden Ereignissen des ersten Diensttages gibt und macht sich auf die Suche nach den Hintergründen. Seine Nachforschungen führen ihn zum Bordell „Der goldene Käfig“, wo er bald auf gefährliche Aktivitäten eines Gangstersyndikats stößt. Seine Gegner stellen Johannsen jedoch eine Falle, indem sie ihn mit ihren Prostituierten in eine kompromittierende Situation locken, die ihn bei seinen Vorgesetzten im Kirchenrat unmöglich macht. Tatsächlich haben die Ganovenbosse mit dieser Falle Erfolg, und es gelingt ihnen, Johannsen – vorerst – loszuwerden. Der Pfarrer von St. Pauli muss vorübergehend seinen Posten räumen und wird auf die abgelegene Nordseeinsel Norderkrug versetzt. Doch Konrad Johannsen lässt sich nicht so leicht ins Bockshorn jagen. Mit einem Plan in der Tasche kehrt er eines Tages nach St. Pauli zurück, um den Mord aufzuklären und die verantwortlichen Personen zur Rechenschaft zu ziehen. Bald kann er das gesamte Syndikat ausheben und die Verbrecher der Polizei ausliefern.

## Produktionsnotizen
Der Pfarrer von St. Pauli entstand vom 10. März bis zum 22. April 1970 in Hamburg, Kiel und Berlin und erlebte seine Uraufführung am 18. August 1970 in Berlins Filmbühne Wien.
1950er-Jahre-Filmstar Dieter Borsche gab hier mit einer Nebenrolle als älterer Amtsbruder von Jürgens seine Abschiedsvorstellung beim Kinofilm.

## Kritik
„Ein U-Boot-Kapitän erfüllt sein in höchster Seenot gegebenes Gelübde und wird Pfarrer in St. Pauli. Routiniert gemachte Unterhaltung mit Elementen aus Heimatdrama, Komödie und Gangsterfilm.“